# Immigració espanyola a Mèxic
Els espanyols a Mèxic s'han dispersat per tota la geografia mexicana, fins i tot en petites poblacions del país i s'estima una població aproximada de 77,040 immigrants l'any 2010. És la segona comunitat estrangera i la primera d'europeus immigrats en territori mexicà. Encara que la comunitat espanyola es troba sobretot a la ciutat de Mèxic, a altres grans ciutats també n'hi ha un nombre important, com ara a Guadalajara, Monterrey, Puebla de Zaragoza, Santiago de Querétaro, León, San Luis Potosí, Cuernavaca, Veracruz, Torreón, Xalapa, Tijuana o Cancún. A aquestes ciutats s'ha creat un "Parque España" i una associació esportiva-cultural. A Veracruz, d'altra banda, hi ha el Centre Esportiu Espanya que fa evident la presència dels ibèrics en sòl Veracruz.

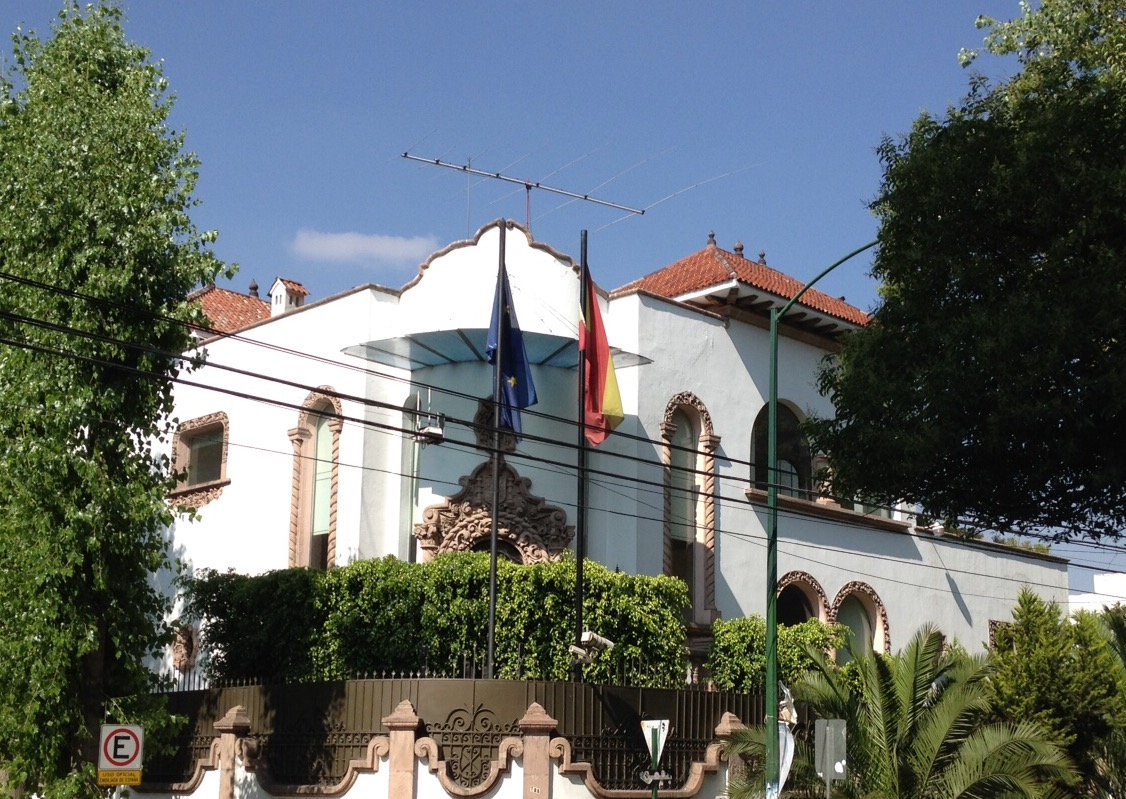
Ambaixada d'Espanya en Ciutat de Mèxic.

El Centre Cultural d'Espanya.

Per al segle xxi, els immigrants espanyols han prosperat a través de les seves empreses instal·lades a tot el territori nacional, han aconseguit incursionar en la política, en la ciència i la tecnologia del país tot i que a mitjan segle xx eren molt pobres. S'han agrupat per buscar mantenir els vincles amb Espanya a través d'associacions civils i de beneficència que moltes vegades han estat criticades tant per espanyols com per mexicans per convertir-se en grups d'elits d'empresaris ibèrics.
L'actual comunitat espanyola està integrada principalment per empresaris que han decidit invertir a Mèxic; de les més conegudes n'hi ha les botigues d'autoservei, institucions bancàries, hotels de primer nivell, hotels de pas, restaurants, panificadores, agències de viatges, constructora, franquícies, serveis de préstecs o cases d'empenyorament, indústria de tèxtils, indústria d'hidrocarburs, indústria fustera, servei de transport, cases de moda i disseny industrial. L'altre grup de residents està conformat pels diplomàtics i els seus familiars, empleats d'institucions culturals com l'Institut Cervantes, acadèmics, docents, estudiants, religiosos, empleats i treballadors de corporacions espanyoles.
La crisi econòmica que pateix Espanya des de 2009 derivat del sector immobiliari va generar una gran pèrdua de llocs de treball; això ha provocat una nova migració de ciutadans espanyols cap a l'exterior, principalment joves entre 20 i 35 anys que busquen oportunitats d'ocupació, expandir mercats i provar sort en altres països. Les destinacions principals són les nacions centreeuropees i les nacions americanes; els Estats Units, Canadà, Argentina, Mèxic, Brasil i Panamà en són els seus principals punts d'arribada.

## Nombres
Els espanyols són el principal grup d'europeus a Mèxic i una gran majoria de mexicans són d'ascendència espanyola. Molts dels seus avantpassats hi arribaren durant el període colonial o després de la guerra civil espanyola. Segons el CIA World Factbook, els blancs constitueixen el 10% de la població de Mèxic. L'Encyclopædia Britannica estableix quela població d'ascendència predominantment europea és una sisena part (≈17%) de la població mexicana.
| 2010 | 77.069 (INE)  |
| 2011 | 86.658 (INE)  |
| 2014 | 108.314 (INE) |
| 2015 | 115.620 (INE) |